# Эчегарай (пелотист)
Эчегарай (фр. Etchegaray, полное имя неизвестно) — французский пелотист, серебряный призёр летних Олимпийских игр 1900.
На Играх Эчегарай вместе с другим французом Морисом Дуркуэтти соревновался в баскской пелоте. Всего был один матч против испанцев (Амесолы и Франсиско Вильота), который испанская команда выиграла.